# Cmentarz rzymskokatolicki przy ul. Smutnej w Sosnowcu
Cmentarz rzymskokatolicki przy ul. Smutnej w Sosnowcu – cmentarz parafialny wchodzący w skład Cmentarza Wielowyznaniowego w Sosnowcu.

## Historia cmentarza
Cmentarz został poświęcony w 1895 r. Zajmuje powierzchnię 5,5 ha. Administracyjnie podlega parafii pw. Wniebowzięcia Najświętszej Marii Panny przy ul. Kościelnej w Sosnowcu. W 1920 r. w centralnej części nekropolii – na mogile trzynastu uczestników pierwszego powstania śląskiego – wybudowano Mauzoleum Braci Ślązaków zwane Pomnikiem Powstańców Górnego Śląska, które zostało uroczyście odsłonięte w dniu 19 grudnia 1920 r., a w samej uroczystości udział wzięły tysiące osób, wśród nich ówczesny marszałka Sejmu Wojciecha Trąpczyńskiego. W pierwszych dniach II wojny światowej, w końcu września 1939 r., mauzoleum uległo zniszczeniu. Po wojnie – na jego gruzach – została wzniesiona jednonawowa kaplica pw. Wszystkich Świętych. Nad wejściem zachował się wykuty w kamieniu napis Poległym Bojownikom Śląska. Sama kaplica stała się kościołem erygowanej w 1957 r. nowej parafii. Ale dopiero w 1982 r. ówczesny proboszcz ks. kanonik Stanisław Szopa uzyskał zgodę na budowę nowego kościoła. Rok później, w 1983, został wmurowany kamień węgielny, który został poświęcony przez papieża Jana Pawła II. I 5 czerwca 1990 ordynariusz częstochowski biskup Stanisław Nowak poświęcił nową świątynię pw. Józefa Rzemieślnika przy ul. Smutnej 5. 
Na cmentarzu znajdują się okazałe grobowce rodzinne wykonane przez znane rodziny kamieniarskie. Do najciekawszych należą: grób z piaskowca rodziny Woźniaków oraz rzeźba kobiety wykuta w kamieniu na grobie rodziny Podlaskich.

## Pochowani na cmentarzu
- Tadeusz Gruszczyński (1901–1945) – pierwszy polski wiceprezydent miasta Gliwice, zastrzelony przez radzieckiego żołnierza[2]
- Zygmunt Hyra – kanonik, proboszcz parafii Nawiedzenia Najświętszej Maryi Panny w Sosnowcu
- Stefan Jarzębski (1917–2008) – profesor, minister środowiska
- Teresa Janina Kierocińska (1885–1946) – siostra zakonna i założycielka zgromadzenia Karmelitanek Bosych od Dzieciątka Jezus, kandydatka na ołtarze – Sługa Boża
- Jan Macherski (1902–1995) – polski farmaceuta.
- Dominik Roch Milbert (1854–1916) – proboszcz i budowniczy sosnowieckiej katedry[3]
- Kazimierz Podgórski (1914–1967) – proboszcz w Lubieniu, Radoszewicach, Sokolnikach
- Aleksander Rene – działacz społeczny i sportowy
- Wacław Stacherski (1915–1944) – poeta, komendant Inspektoratu Katowice Armii Krajowej
- Wacław Wiciński – kanonik, proboszcz sosnowieckiej parafii Wniebowzięcia NMP
- Tadeusz Wnuk (1945–2018) – prezydent Sosnowca (1978–1979), wojewoda katowicki (1985–1990), senator V kadencji
- Lucjan Stępień (1920–2008) – polski rzemieślnik, mechanik i polityk, poseł na Sejm PRL IX kadencji[4]
- Jan Woźniak – polski przemysłowiec
- Henryk Pytel (1955–2024) – polski hokeista i trzykrotny olimpijczyk[5]
- Tadeusz Oleksy (1956–2023) – działacz Niezależnego Samorządnego Związku Zawodowego „Solidarność” w Kopalni Węgla Kamiennego „Sosnowiec”[6]
- Tomasz Kostro (1947–2024) – sosnowiecki dziennikarz, regionalista, autor książek[7]
- Zbiorowa mogiła zakonnic